# Bulgarije op de Olympische Zomerspelen 2000
Bulgarije nam deel aan de Olympische Zomerspelen 2000 in Sydney, Australië.

## Medailleoverzicht
| Sport         | Olympiër         | Onderdeel                | Medaille |
| ------------- | ---------------- | ------------------------ | -------- |
| Atletiek      | Tereza Marinova  | hink-stap-springen (v)   | Goud     |
| Gewichtheffen | Galabin Boevski  | -69kg (m)                | Goud     |
| Schietsport   | Tanyu Kiryakov   | 50m pistool (m)          | Goud     |
| Schietsport   | Mariya Grozdeva  | 25m pistool (v)          | Goud     |
| Worstelen     | Armen Nazarjan   | -58kg Grieks-Romeins (m) | Goud     |
| Gewichtheffen | Georgi Markov    | -69kg (m)                | Zilver   |
| Gewichtheffen | Alan Tsagaev     | -105kg (m)               | Zilver   |
| Kanovaren     | Petar Merkov     | K-1 500m (m)             | Zilver   |
| Kanovaren     | Petar Merkov     | K-1 1000m (m)            | Zilver   |
| Roeien        | Rumyana Neykova  | skiff (v)                | Zilver   |
| Worstelen     | Serafim Barzakov | -63kg vrije stijl (m)    | Zilver   |
| Gymnastiek    | Yordan Yovchev   | ringen (m)               | Brons    |
| Gymnastiek    | Yordan Yovchev   | vloer (m)                | Brons    |

## Deelnemers en resultaten

### Atletiek
| Olympiër            | Onderdeel                | Resultaat | Prestatie                                                                      |
| ------------------- | ------------------------ | --------- | ------------------------------------------------------------------------------ |
| Petko Yankov        | 100m (m)                 | 64e       | serie 4: 7de in 10,63                                                          |
| Petko Yankov        | 200m (m)                 | 25e       | serie 2: 4de in 20,91 kwartfinale 3: 6de in 20,75                              |
| Iliya Dzhivondov    | 400m (m)                 | 63e       | serie 4: 8ste in 48,64                                                         |
| Zhivko Videnov      | 110m horden (m)          | DNF       | serie 3: niet gefinisht                                                        |
| Iliya Dzhivondov    | 400m horden (m)          | 61e       | serie 5: 8ste in 54,36                                                         |
| Petko Stefanov      | marathon (m)             | 60e       | 2:26.24                                                                        |
| Nikolay Atanasov    | verspringen (m)          | 30e       | kwalificatie groep A: 15de met 7,62m                                           |
| Petar Dachev        | verspringen (m)          | 11e       | kwalificatie groep B: 6de met 8,03m finale: 11de met 7,80m                     |
| Rostislav Dimitrov  | hink-stap-springen (m)   | 9e        | kwalificatie groep A: 4de met 17,00m finale: 9de met 16,95m                    |
| Ivaylo Rusenov      | hink-stap-springen (m)   | 22e       | kwalificatie groep B: 11de met 16,40m                                          |
| Ilian Efremov       | polsstokhoogspringen (m) | 22e       | kwalificatie groep B: 11de met 5,55m                                           |
|                     |                          |           |                                                                                |
| Petya Pendareva     | 100m (v)                 | 19e       | serie 9: 2de in 11,30 kwartfinale 2: 5de in 11,36                              |
| Monika Gachevska    | 200m (v)                 | 47e       | serie 6: 8ste in 24,16                                                         |
| Daniela Georgieva   | 400m (v)                 | 43e       | serie 7: 6de in 54,46                                                          |
| Daniela Yordanova   | 5000m (v)                | 43e       | serie 1: 5de in 15.10,08 (NR) finale: 10de in 14.56,95 (NR)                    |
| Svetla Dimitrova    | 100m horden (v)          | 10e       | serie 1: 4de in 13,00 kwartfinale 3: 6de in 13,04 halve finale 1: 6de in 12,95 |
| Mariya Dimitrova    | hink-stap-springen (v)   | 9e        | kwalificatie groep A: 9de met 13,87m                                           |
| Tereza Marinova     | hink-stap-springen (v)   | Goud      | kwalificatie groep A: 1ste met 14,73m finale: 1ste met 15,20 (NR)              |
| Hristina Kalcheva   | hoogspringen (v)         | DNF       | kwalificatie groep A: geen geldige poging                                      |
| Eleonora Milusheva  | hoogspringen (v)         | 13e       | kwalificatie groep B: 1ste met 1,94m finale: 13de met 1,90m                    |
| Venelina Veneva     | hoogspringen (v)         | 9e        | kwalificatie groep A: 1ste met 1,94m finale: 9de met 1,93m                     |
| Hristina Kalcheva   | polsstokhoogspringen (v) | DNF       | kwalificatie groep A: geen geldige poging                                      |
| Khristina Georgieva | speerwerpen (v)          | 28e       | kwalificatie groep A: 13de met 54,60m                                          |
| Aneliya Yordanova   | kogelslingeren (v)       | 26e       | kwalificatie groep B: 12de met 54,92m                                          |

### Badminton
| Olympiër                         | Onderdeel      | Resultaat | Prestatie                                                                                              |
| -------------------------------- | -------------- | --------- | --- |
| Mikhail Popov                    | enkelspel (m)  | 17e       | 1ste ronde: vrij 2de ronde: V van TPE Permadi: 0-15, 4-15                                              |
| Svetoslav Stojanov               | enkelspel (m)  | 9e        | 1ste ronde: vrij 2de ronde: W van AUS Suryana: 15-8, 2-15, 15-13 3de ronde: V van CHN Xiu: 11-15, 2-15 |
| Mikhail Popov Svetoslav Stojanov | dubbelspel (m) | 17e       | 1ste ronde: V van DEN Lundgaard/Paaske: 6-15, 6-15                                                     |
|                                  |                |           | |
| Neli Boteva                      | enkelspel (v)  | 17e       | 1ste ronde: W van AUS Lucas: 11-5, 11-6 2de ronde: V van TPE Huang: 1-11, 5-11                         |
| Neli Boteva Diana Koleva         | dubbelspel (v) | 17e       | 1ste ronde: V van CHN Gao/Qin: 1-15, 9-15                                                              |

### Boksen
| Olympiër      | Onderdeel | Resultaat | Prestatie                                                                |
| ------------- | --------- | --------- | ------------------------------------------------------------------------ |
| Yuri Mladenov | -57kg (m) | 9e        | 1ste ronde: W van JPN Tsukamoto: 7-3 2de ronde: V van CUB Aguilera: 8-15 |
| Dmitry Usagin | -71kg (m) | 17e       | 1ste ronde: V van USA Taylor: scheidsrechterlijke beslissing             |
| Emil Krastev  | -81kg (m) | 17e       | 1ste ronde: V van AZE Ismaylov: 9-14                                     |

### Gewichtheffen
| Olympiër            | Onderdeel  | Resultaat | Prestatie                                                            |
| ------------------- | ---------- | --------- | -------------------------------------------------------------------- |
| Ivan Ivanov         | -56kg (m)  | DSQ       | trekken: 2de met 130kg stoten: 2de met 162,5kg totaal: 292,5kg       |
| Galabin Boevski     | -69kg (m)  | Goud      | trekken: 2de met 162,5kg stoten: 1ste met 195kg (WR) totaal: 357,5kg |
| Galabin Boevski     | -69kg (m)  | Zilver    | trekken: 1ste met 165kg stoten: 2de met 187,5kg totaal: 352,5kg      |
| Alan Tsagaev        | -105kg (m) | Zilver    | trekken: 7de met 187,5kg stoten: 1ste met 235kg (OR) totaal: 422,5kg |
|                     |            |           |                                                                      |
| Daniela Kerkelova   | -69kg (v)  | 4e        | trekken: 5de met 100kg stoten: 1ste met 132,5kg (OR) totaal: 232,5kg |
| Milena Trendafilova | -69kg (v)  | 4e        | trekken: 5de met 100kg stoten: 1ste met 132,5kg (OR) totaal: 232,5kg |

### Gymnastiek
| Olympiër                                                                                                 | Onderdeel                | Resultaat | Prestatie |
| Ritmisch                                                                                                 | Ritmisch                 | Ritmisch  | Ritmisch |
| --- | ------------------------ | --------- | --- |
| Iva Tepeshanova                                                                                          | individueel (v)          | 12e       | kwalificatie: 6de touw: 15de met 19,608 punten hoepel: 14de met 9,641 punten bal: 13de met 19,658 punten lint: 13de met 19,641 punten totaal: 38,548 punten |
| Gabriela Atanasova Zhaneta Ilieva Proletina Kalcheva Eleonora Kezhova Galina Marinova Kristina Rangelova | team (v)                 | Zilver    | kwalificatie: 6de knotsen: 6de met 19,250 punten hoepel/lint: 5de met 19,233 punten totaal: 38,483 punten finale: knotsen: 7de met 19,166 punten hoepel/lint: 5de met 19,266 punten totaal: 38,866 punten |
| Turnen                                                                                                   |                          |           | |
| Yordan Yovchev                                                                                           | vloer (m)                | Brons     | kwalificatie: 5de met 9,650 punten finale: 3de met 9,787 punten |
| Yordan Yovchev                                                                                           | ringen (m)               | Brons     | kwalificatie: 2de met 9,775 punten finale: 3de met 9,737 punten |
| Dimitar Lountchev                                                                                        | individuele meerkamp (m) | 8e        | kwalificatie: 38ste vloer: 51ste met 9,012 punten paard voltige: 71ste met 8,725 punten ringen: 64ste met 9,075 punten sprong: 45ste met 9,312 punten brug: 44ste met 9,312 punten rekstok: 50ste met 9,487 punten totaal: 54,948 punten finale: vloer: 25ste met 9,037 punten paard voltige: 23ste met 9,562 punten ringen: 27ste met 9,075 punten sprong: 22ste met 9,375 punten brug: 26ste met 9,437 punten rekstok: 27ste met 9,525 punten totaal: 56,011 punten |
| Yordan Yovchev                                                                                           | individuele meerkamp (m) | 24e       | kwalificatie: 4de vloer: 5de met 9,650 punten paard voltige: 33ste met 9,587 punten ringen: 2de met 9,775 punten sprong: 41ste met 9,350 punten brug: 15de met 9,612 punten rekstok: 30ste met 9,625 punten totaal: 57,599 punten finale: vloer: 11de met 9,550 punten paard voltige: 4de met 9,737 punten ringen: 2de met 9,750 punten sprong: 17de met 9,475 punten brug: 12de met 9,675 punten rekstok: 13de met 9,700 punten totaal: 57,887 punten                |
| Christian Ivanov Dimitar Lountchev Mladen Stefanov Vassil Vetzev Deyan Yordanov Yordan Yovchev           | team meerkamp (m)        | 8e        | kwalificatie: vloer: 11de met 36,074 punten paard voltige: 12de met 36,674 punten ringen: 12de met 36,999 punten sprong: 10de met 37,024 punten brug: 10de met 37,473 punten rekstok: 10de met 36,487 punten totaal: 221,730 punten |

### Judo
| Olympiër           | Onderdeel | Resultaat | Prestatie                                                                                 |
| ------------------ | --------- | --------- | ----------------------------------------------------------------------------------------- |
| Georgi Georgiev    | -66kg (m) | 13e       | 1ste ronde: W van HUN Csák 2de ronde: V van TUR Özkan herkansingen: V van IRI Miresmaeili |
|                    |           |           |                                                                                           |
| Tsvetana Bozhilova | +78kg (m) | 19e       | 1ste ronde: V van TPE Lee                                                                 |

### Kanovaren
| Olympiër                                                  | Onderdeel     | Resultaat | Prestatie                                                                          |
| --------------------------------------------------------- | ------------- | --------- | ---------------------------------------------------------------------------------- |
| Nikolay Bukhalov                                          | C-1 500m (m)  | 9e        | serie 2: 4de in 1.51,996 halve finale: 2de in 1.52,371 finale: 9de in 2.44,829     |
| Nikolay Bukhalov                                          | C-1 1000m (m) | 14e       | serie 1: 5de in 3.59,092 halve finale: 8ste in 4.05,236                            |
| Petar Merkov                                              | K-1 500m (m)  | Zilver    | serie 2: 1ste in 1.40,227 halve finale 2: 1ste in 1.40,008 finale: 2de in 1.58,393 |
| Petar Merkov                                              | K-1 1000m (m) | Zilver    | serie 1: 3de in 3.38,234 halve finale 2: 1ste in 3.38,217 finale: 2de in 3.34,649  |
| Milko Kazanov Petar Sibinkić                              | K-2 500m (m)  | 8e        | serie 2: 6de in 1.33,682 halve finale 1: 2de in 1.31,919 finale: 8ste in 1.52,725  |
| Marian Dimitrov Dimitar Ivanov                            | K-2 1000m (m) | 16e       | serie 1: 8ste in 3.23,646                                                          |
| Milko Kazanov Petar Merkov Yordan Yordanov Petar Sibinkić | K-4 1000m (m) | 5e        | serie 1: 4de in 3.00,634 halve finale: 1ste in 3.01,051 finale: 5de in 2.59,112    |

### Moderne vijfkamp
| Olympiër      | Onderdeel | Resultaat | Prestatie |
| ------------- | --------- | --------- | --- |
| Tzanko Hantov | mannen    | 23e       | schietsport: 23ste met 169 punten (964 punten) schermen: 18de met 9 overwinningen (720 punten) zwemmen: 8ste in 2.07,66 (1224 punten) paardensport: niet gefinisht (0 punten) atletiek: 19de in 9.54,15 (1024 punten) totaal: 3932 punten |

### Paardensport
| Olympiër                                          | Onderdeel      | Resultaat      | Prestatie |
| Springconcours                                    | Springconcours | Springconcours | Springconcours |
| ------------------------------------------------- | -------------- | -------------- | --- |
| Samantha McIntosh                                 | individueel    | 39e            | kwalificatie: 17de 1ste ronde: 45ste met 14,25 strafpunten 2de ronde: 1ste met 0 strafpunten 3de ronde: 12de met 4 strafpunten totaal: 18,25 strafpunten finale: 1ste ronde: 39ste met 17 strafpunten                                                        |
| Guenter Orschel                                   | individueel    | 57e            | kwalificatie: 1ste ronde: 60ste met 22,25 strafpunten 2de ronde: 57ste met 16 strafpunten 3de ronde: 47ste met 12,5 strafpunten totaal: 50,75 strafpunten |
| Rossen Raitchev                                   | individueel    | 20e            | kwalificatie: 1ste ronde: 37ste met 12,50 strafpunten 2de ronde: 24ste met 8 strafpunten 3de ronde: 49ste met 16 strafpunten totaal: 36,50 strafpunten finale: 1ste ronde: 20ste met 12 strafpunten 2de ronde: 13de met 8 strafpunten totaal: 20 strafpunten |
| Samantha McIntosh Guenter Orschel Rossen Raitchev | team           | 13e            | 1ste ronde: 13de met 32 strafpunten |

### Roeien
| Olympiër                              | Onderdeel              | Resultaat | Prestatie |
| ------------------------------------- | ---------------------- | --------- | --- |
| Ivo Yanakiev                          | skiff (m)              | 5e        | serie 2: 2de in 7.03,24 herkansingen: 2de in 7.09,22 halve finale 1: 3de in 7.03,89 finale: 5de in 6.57,32   |
|                                       |                        |           | |
| Rumyana Neykova                       | skiff (v)              | Zilver    | serie 2: 1ste in 7.36,10 halve finale 1: 1ste in 7.28,34 finale: 2de in 7.28,15                              |
| Viktoriya Dimitrova Margarita Petrova | lichte dubbel-twee (v) | 12e       | serie 2: 5de in 7.22,51 herkansingen: 3de in 7.18,90 halve finale 1: 6de in 7.22,47 finale B: 6de in 7.17,64 |

### Schietsport
| Olympiër         | Onderdeel                  | Resultaat | Prestatie                                                                           |
| ---------------- | -------------------------- | --------- | ----------------------------------------------------------------------------------- |
| Tanyu Kiryakov   | 50m pistool (m)            | Goud      | kwalificatie: 1ste met 570 punten (94-98-96-93-94-95) finale: 1ste met 666 punten   |
| Emil Milev       | 25m snelvuurpistool (m)    | 4e        | kwalificatie: 4de met 586 punten (290-296) finale: 4de met 684,5 punten             |
| Tanyu Kiryakov   | 10m luchtpistool (m)       | 8e        | kwalificatie: 8ste met 581 punten (98-95-98-98-95-97) finale: 8ste met 676,8 punten |
|                  |                            |           |                                                                                     |
| Vessela Letcheva | 10m luchtgeweer (v)        | 8e        | kwalificatie: 20ste met 391 punten (98-99-98-96)                                    |
| Nonka Matova     | 10m luchtgeweer (v)        | 8e        | kwalificatie: 36ste met 588 punten (96-96-98-98)                                    |
| Vessela Letcheva | 50m geweer 3 houdingen (v) | 11e       | kwalificatie: 11de met 578 punten (196-188-194)                                     |
| Nonka Matova     | 50m geweer 3 houdingen (v) | 14e       | kwalificatie: 14de met 577 punten (199-186-192)                                     |
| Mariya Grozdeva  | 25m pistool (v)            | Goud      | kwalificatie: 2de met 589 punten (293-296) finale: 1ste met 690,3 punten (OR)       |
| Diana Iorgova    | 25m pistool (v)            | 28e       | kwalificatie: 28ste met 572 punten (282-290)                                        |
| Mariya Grozdeva  | 10m luchtpistool (v)       | 38e       | kwalificatie: 38ste met 367 punten (91-89-94-93)                                    |
| Diana Iorgova    | 10m luchtpistool (v)       | 42e       | kwalificatie: 42ste met 365 punten (94-93-88-90)                                    |

### Volleybal
| Olympiër                             | Onderdeel | Resultaat | Prestatie |
| ------------------------------------ | --------- | --------- | --- |
| Lina Jantsjoelova Petja Jantsjoelova | beach (v) | 17e       | voorronde: V van BRA Bede/Behar: 3-15 herkansingen: W van NED R Kadijk/D Kadijk: 17-15 2de ronde: V van CUB Fernandez/Larrea: 3-15 |

### Worstelen
| Olympiër         | Onderdeel   | Resultaat   | Prestatie |
| Vrije stijl      | Vrije stijl | Vrije stijl | Vrije stijl |
| ---------------- | ----------- | ----------- | --- |
| Ivan Tsonov      | -54kg (m)   | 19e         | groep 2: 3de V van RUS Chuchunov: 0-4 V van UKR Zakharuk: 0-10 |
| Serafim Barzakov | -63kg (m)   | Zilver      | groep 1: 1ste W van MDA Bodisteanu: 4-1 W van GER Scheibe: 3-0 kwartfinale: W van CUB Ortiz: 4-1 halve finale: W van IRI Talaei: 4-0 finale: V van RUS Umakhanov: 2-3 |
| Petar Kasabov    | -69kg (m)   | 15e         | groep 2: 2de V van CUB Sánchez: 0-4 W van POL Dabrowski: 3-2 |
| Plamen Paskalev  | -76kg (m)   | 16e         | groep 1: 3de V van RUS Saitiev: 2-8 V van USA Slay: 1-4 |
| Krasimir Kochev  | -130kg (m)  | 16e         | groep 1: 2de V van CUB Rodríguez: 0-2 W van MGL Sumyaabazar: 1-1 |
| Griek-Romeins    |             |             | |
| Armen Nazarjan   | -58kg (m)   | Goud        | groep 5: 1ste W van JPN Sasamoto: 11-0 W van TKM Gukulov: 4-1 W van AUS Cash: 13-2 halve finale: W van GER Yildiz: 10-0 finale: W van KOR Kim: 10-3                   |
| Ali Mollov       | -97kg (m)   | 19e         | groep 1: 3de V van ROU Sudureac: 1-6 V van SWE Ljungberg: 0-10 |
| Sergei Mureiko   | -130kg (m)  | 19e         | groep 4: 3de V van RUS Karelin: 0-3 V van HUN Deák-Bárdos |

### Zeilen
| Olympiër            | Onderdeel   | Resultaat | Prestatie                                      |
| ------------------- | ----------- | --------- | ---------------------------------------------- |
| Irina Konstantinova | mistral (v) | 24e       | 193 punten: (20-25-22-15-25-22-22-23-26-22-22) |

### Zwemmen
| Olympiër          | Onderdeel            | Resultaat | Prestatie                |
| ----------------- | -------------------- | --------- | ------------------------ |
| Petar Stoychev    | 400m vrije slag (m)  | 34e       | serie 2: 4de in 3.59,94  |
| Petar Stoychev    | 1500m vrije slag (m) | 30e       | serie 3: 5de in 15.42,76 |
| Ivan Angelov      | 100m rugslag (m)     | 34e       | serie 3: 6de in 58,03    |
| Ivan Angelov      | 200m rugslag (m)     | 40e       | serie 1: 3de in 2.07,30  |
| Krasimir Zahov    | 100m schoolslag (m)  | 58e       | serie 3: 7de in 1.03,09  |
| Simeon Makedonski | 100m vlinderslag (m) | 38e       | serie 3: 3de in 55,49    |
| Georgi Palazov    | 200m vlinderslag (m) | 40e       | serie 1: 2de in 2.04,40  |
| Georgi Palazov    | 400m wisselslag (m)  | 40e       | serie 1: 2de in 4.35,92  |
|                   |                      |           |                          |
| Ivanka Moralieva  | 200m vrije slag (v)  | 34e       | serie 2: 3de in 2.07,61  |
| Ivanka Moralieva  | 400m vrije slag (v)  | 30e       | serie 1: 1ste in 4.19,10 |
| Ivanka Moralieva  | 800m vrije slag (v)  | 20e       | serie 1: 1ste in 8.52,61 |

Albanië · Algerije · Amerikaanse Maagdeneilanden · Amerikaans-Samoa · Andorra · Angola · Antigua en Barbuda · Argentinië · Armenië · Aruba · Australië · Azerbeidzjan · Bahama's · Bahrein · Bangladesh · Barbados · België · Belize · Benin · Bermuda · Bhutan · Bolivia · Bosnië en Herzegovina · Botswana · Brazilië · Britse Maagdeneilanden · Brunei · Bulgarije · Burkina Faso · Burundi · Cambodja · Canada · Centraal-Afrikaanse Republiek · Chili · China · Chinees Taipei · Colombia · Comoren · Congo-Brazzaville · Congo-Kinshasa · Cookeilanden · Costa Rica · Cuba · Cyprus · Denemarken · Djibouti · Dominica · Dominicaanse Republiek · Duitsland · Ecuador · Egypte · El Salvador · Equatoriaal-Guinea · Eritrea · Estland · Ethiopië · Fiji · Filipijnen · Finland · Frankrijk · Gabon · Gambia · Georgië · Ghana · Grenada · Griekenland · Groot-Brittannië · Guam · Guatemala · Guinee · Guinee‑Bissau · Guyana · Haïti · Honduras · Hongarije · Hongkong · Ierland · IJsland · India · Indonesië · Irak · Iran · Israël · Italië · Ivoorkust · Jamaica · Japan · Jemen · Joegoslavië · Jordanië · Kaaimaneilanden · Kaapverdië · Kameroen · Kazachstan · Kenia · Kirgizië · Koeweit · Kroatië · Laos · Lesotho · Letland · Libanon · Liberia · Libië · Liechtenstein · Litouwen · Luxemburg · Macedonië · Madagaskar · Malawi · Malediven · Maleisië · Mali · Malta · Marokko · Mauritanië · Mauritius · Mexico · Micronesië · Moldavië · Monaco · Mongolië · Mozambique · Myanmar · Namibië · Nauru · Nederland · Nederlandse Antillen · Nepal · Nicaragua · Nieuw-Zeeland · Niger · Nigeria · Noord-Korea · Noorwegen · Oeganda · Oekraïne · Oezbekistan · Oman · Oostenrijk · Pakistan · Palau · Palestina · Panama · Papoea-Nieuw-Guinea · Paraguay · Peru · Polen · Portugal · Puerto Rico · Qatar · Roemenië · Rusland · Rwanda · Saint Kitts en Nevis · Saint Lucia · Saint Vincent en Grenadines · Salomonseilanden · Samoa · San Marino ·  Sao Tomé en Principe · Saoedi-Arabië · Senegal · Seychellen · Sierra Leone · Singapore · Slovenië · Slowakije · Soedan · Somalië · Spanje · Sri Lanka · Suriname · Swaziland · Syrië · Tadzjikistan · Tanzania · Thailand · Togo · Tonga · Trinidad en Tobago · Tsjaad · Tsjechië · Tunesië · Turkije · Turkmenistan · Uruguay · Vanuatu · Venezuela · Verenigde Arabische Emiraten · Verenigde Staten · Vietnam · Wit-Rusland · Zambia · Zimbabwe · Zuid-Afrika · Zuid-Korea · Zweden · Zwitserland · Individuele olympische atleten